# بوربور (بدرانلو)
بوربور (بالفارسية: بوربور) هي قرية تقع في إيران في قسم بدرانلو الريفي. يقدر عدد سكانها بـ 909 نسمة بحسب إحصاء 2016.